# Меларен
Меларен (на шведски: Mälaren) е третото по големина езеро в Швеция (ленове Сьодерманланд, Вестманланд, Упсала и Стокхолм) след Венерн и Ветерн. Площта му е 1078,4 km², обемът – 14,3 km³, средната дълбочина – 12,8 m, максималната – 66 m.
Във викингската митология богинята Йефьон получила обещание от шведския крал Юлфи да получи толкова земя, колкото може да изоре за една нощ. Според легендата тя превърнала своите четири сина във волове и с изораната земя създала датския остров Шелан, а на мястото на тази земя се появило езерото Меларен. В знак на уважение към богинята в Копенхаген през 1908 г. е издигната бронзова статуя на скулптора Андерш Бунгор.

## Географско характеристика

### Географски показатели
Езерото Меларен е разположено в източната част на Швеция, в истопико-географската област Свеаланд, съответно северните му части в леновете Вестманланд и Упсала, югозападната му част – в лена Сьодерманланд, а източната му част – в лена Стокхолм, на 0,3 m н.в. То заема дълбока тектонска котловина с ледников произход. Има много сложна конфигурация (брегова линия 1172 km) с многочислени заливи, фиорди, полуострови, носове и острови, като най-големите са Селайон (91 km²) и Свартшьоландет (79 km²). От названието на езерото произхожда името на източната част на Свеаланд, Мелардолен, която включва и столичния регион. Най-източната част, залива Ридарфьорден, навлиза в центъра на Стокхолм и езерото се оттича в Балтийско море чрез каналите Сьодертелие, Норстрьом, Слюсен и Хамарбюслюсен, като на практика Меларен и Балтийско море се „срещат“ в центъра на Стокхолм.
Меларен може да бъде формално разделено на 4 отделни дяла:
- Галтен (Galten) е широк, но малък дял, в най-западния край на езерото. Отделен е от останалата част при град Квиксунд, където има изградено шосе над езерото. Бреговете на този дял са относително полегати, като най-дълбоката му точка е около 10 m.
- Малък Блакен е средната част на езерото, в основни линии от Квинсунд към ръкавите Блакен и Гранфиорден. От най-източната част формално е отделена при островите Тостерьон-Аспьон, където над езерото отново минава път свързващ градовете Стренгнес с Еншьопинг. Най-дълбоката точка тук е 35 m.
- Източният дял е най-големият и се разполага от Стренгнес до Стокхолм през ръкавите Северен Бьоркфиорден – Престфиерден – Южен Бьоркфиорден. В тази част е разположена и на-южната му точка – Сьодертелевикен, както и най-дълбокото място на езерото – 66 m, западно от о-в Аделсьо.
- Северният дял на Меларен представлява дълъг и тесен канал, простиращ се до залива Еколн, близо до Упсала. Отделен е от останалата част на езерото близо до град Калхел. Най-дълбокото място в тази част е 20 m.

Освен двата най-големи острова Селайон (Selaön) и Свартшьоландет (Svartsjölandet) други по-големи са: Аделсьо (Adelsö), Аспьон (Aspön), Бьоркьо (Björkö), Екерьо (Ekerö), Хелгьо (Helgö), Кюрьон (Kurön), Малък Есинген (Lilla Essingen), Лувьо (Lovö), Мунсьо (Munsö), Голям Есинген (Stora Essingen), Тостерьон (Tosterön).

### Водосборен басейн
Водосборният басейн на Меларен е с площ 21 460 km² (втори по големина водосборен езерен басейн в Швеция, след този на Венерн). В него се вливат множество реки, като най-големите са: Арбогаон, Хедстрьомен, Шьопингсен, Фюрисон, Ерсундаон, Саган, Корбексон. Чрез каналите Сьодертелие, Норстрьом, Слюсен и Хамарбюслюсен, край които е разположена столицата Стокхолм се оттича в Балтийско море.

### Хидроложки показатели
Езерото Меларен е разположено на 0,3 m н.в., като колебанията на водното му ниво през годината са незначителни и плавни, с малко по-високо ниво през лятото до 0,6 m. Замръзва през януари, а се размразява през април, но не всяка година и ледът е тънък и непостоянен.

## Стопанско значение, селища
В езерото се извършва тронспортно и туристическо корабоплаване. Обект на воден туризъм.
По силно разчленените му брегове и заливи са разположени множество населени места, почивни станции, хотели, къмпинги и др. Най-големите градове са: Стокхолм, Кунгсьор, Вестерос, Шьопинг, Стренгнес, Болста, Сьодертеле, Нюкварн, Тумба, Бру, Кунгсенген, Сигтюна и др.

## Биоразнообразие
В езерото се срещат над 30 вида риби, голяма част от които са обект на спортен риболов. Сред представителите са: канадски сивен (Salvelinus namaycush, Walbaum, 1792), езерна сьомга (Salmo salar, (Linnaeus, 1758), речна пъстърва (Salmo trutta, (Linnaeus, 1758), щука (Esox lucius, (Linnaeus, 1758), бабушка (Rutilus rutilus, (Linnaeus, 1758), сребриста каракуда (Carassius carassius), смадок (Sander lucioperca, (Linnaeus, 1758), речен костур (Perca fluviatilis), европейска корюшка (Osmerus eperlanus, (Linnaeus, 1758), распер (Aspius aspius), уклей (Alburnus alburnus, (Linnaeus, 1758), лин (Tinca tinca), михалца (Lota lota, (Linnaeus, 1758), платика (Abramis brama, Cuvier, 1816), чил-косат (Abramis ballerus, (Linnaeus, 1758), бабка (Abramis bjoerkna), клен (Leuciscus cephalus), мъздруга (Leuciscus idus, (Linnaeus, 1758), рипус (Coregonus albula), чудски сиг (Coregonus lavaretus, (Linnaeus, 1758), главоч (Cottus gobio, (Linnaeus, 1758), обикновен щипок (Cobitis taenia), змиорка (Anguilla anguilla, (Linnaeus, 1758), речна минога (Lampetra fluviatilis), ручейна минога (Lampetra planeri) и други.
Чуждият за Швеция вид зеброва мида (Dreissena polymorpha) достига Меларен около 1920 г. и създава екологичен проблем.

## История
До VI век населението южно от езерото Меларен е малобройно, разполага с богати златни съкровища и поддържа връзки с германските държави в континентална Европа. Същевременно северно от езерото гъстотата на населението е висока, но няма доказателства за неговото благосъстояние.
Между 800 и 970 г. на остров Бьоркьо е разположен град Бирка, имащ големина колкото средновековния Стокхолм. Най-късно от 850 година градът е занаятчийски и търговски център. Значението на града запада в следващите сто години. Последните сечение монети, намерени в гробове в града, са от 960 година.

## Култура
На брега на Меларен, близо до град Мариефред, се намира замъкът Грипсхолм. Замъкът е считан за един от най-красивите исторически паметници на Швеция. Той е конфискуван от шведския крал Густав I Васа през 1526 г. и оттогава принадлежи на шведската кралска фамилия. Днес той е исторически музей с голяма колекция от портрети.
Разкопките при Бирка (на о-в Бьоркьо) и Ховгорден (на о-в Аделсьо) показват търговията на викингите от 9-и и 10-и век и нейното влияние върху шведската история. Археологическия комплекс е обявен от ЮНЕСКО за световно културно наследство през 1993 г. В Бирка е също създадена първата християнска общност в Швеция през 831 г.